# Volkmarshäuser Tunnel
Der Volkmarshäuser Tunnel ist ein 325,5 m langer, ehemaliger Eisenbahntunnel der Hannöverschen Südbahn, der von November 1851 bis 1855 nahe Volkmarshausen im Königreich Hannover erbaut wurde. Er befindet sich im südniedersächsischen Landkreis Göttingen zwischen der früheren Bahnstation Oberscheden und dem einstigen Haltepunkt Volkmarshausen. Der Tunnel gehörte zum südlichen, inzwischen stillgelegten Streckenabschnitt zwischen Hann. Münden und Göttingen, der im nördlichen Teil auch als „Dransfelder Rampe“ bezeichnet wurde. Er befindet sich in einer Kurve beim Südbahn-Streckenkilometer 135,8 und wurde von 1856 bis 1995 durchfahren.

## Geographische Lage
Der Volkmarshäuser Tunnel liegt im heutigen Naturpark Münden im Süden des Bramwaldes. Er verläuft in Nordost-Südwest-Richtung durch den bewaldeten Nordwesthang der Hünenburg (früher Hühnenberg, 312,5 m ü. NHN), einer nordnordwestlichen Nachbarerhebung des Blümer Berges (320,4 m). Die Tunnelmitte ist etwa 350 m von der ostnordöstlich am Ortsrand von Volkmarshausen stehenden Christuskirche entfernt. Nach Nordwesten fällt die Landschaft zur Schede ab; an dem Weser-Zufluss liegt etwa 330 m nordnordöstlich der Tunnelmitte der Weiler Schedetal.

## Baugeschichte und Beschreibung

### 19. Jahrhundert
Der Volkmarshäuser Tunnel wurde unter Mitwirkung italienischer Tunnelbauexperten von 1851 bis 1855 erbaut. Die Planung erfolgte unter der Oberleitung von Oberbaurat Mohn durch den Ingenieur Fr. Andriessen, der sein Projekt mehrfach in Fachzeitschriften veröffentlichte.
Der Streckenvortrieb erfolgte zunächst durch die Anlage eines zwei Meter breiten und vier Meter hohen Richtstollens („Hülfs= und Richtstollen“) von beiden Tunnelseiten, bei dem Sprengungen mit Schwarzpulver vorgenommen wurden. Beide Bautrupps trafen sich nach eineinhalb Jahren Bauzeit in der Mitte. Anschließend wurde die Tunnelröhre auf eine Höhe von sechs Metern und eine Breite von acht Metern erweitert und mit hart gebrannten Klinkern aus Kasseler Fabriken ausgemauert.
Mit der Einweihung des südlichen Abschnitts der Südbahn am 23. September 1856 wurde auch der Tunnel in Betrieb genommen. Hindurch verlief die ursprünglich zweigleisige Bahntrasse.

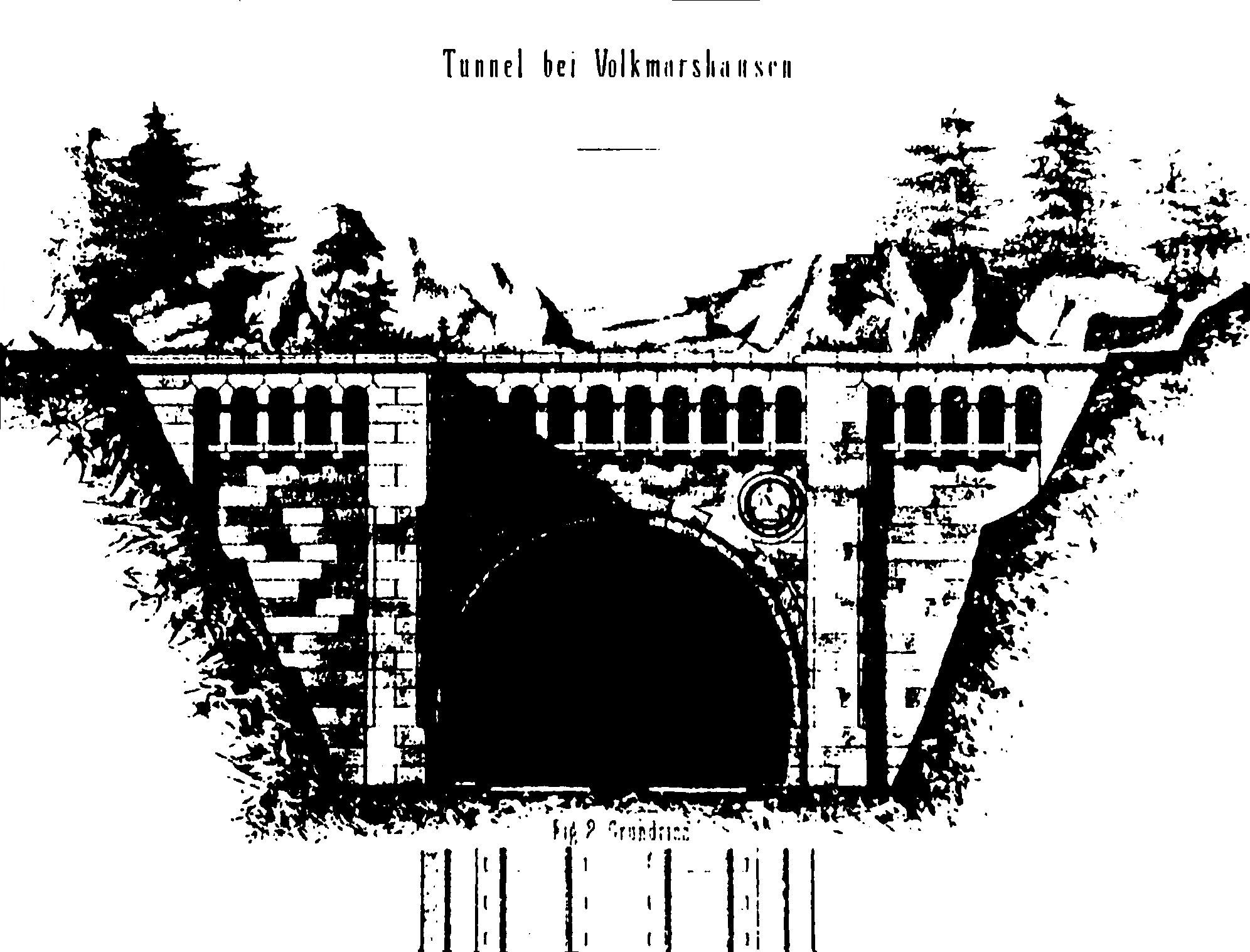
Zeichnung des Südwestportals (1855)

Das Bauwerk zählt zu den bedeutendsten Kunstbauten im Königreich Hannover. Es war der einzige Eisenbahntunnel des Königreichs und es wird behauptet, dass dies für den hannoverschen König Georg V. der ausschlaggebende Grund für den Bau gewesen sei. Die eigentliche Grund für die aufwändige Trasse über die Dransfelder Rampe und den teuren Tunnelbau lag jedoch in dem politischen Wunsch, die Strecke ausschließlich auf dem Territorium des Königreichs Hannover über Hann. Münden bis an die ehemalige kurhessische Landesgrenze bei Kassel zu führen.
Der Tunnel ist in einem leichten Bogen ausgeführt. Zur Tunnelröhre gehören das Nordost- und Südwestportal. Beide Tunnelportale – im Stil der Neoromanik gestaltet – bestehen aus Sandsteinquadern aus einem Steinbruch bei Trubenhausen und weisen Zierelemente aus der Frühzeit der Eisenbahn auf. Am Südwestportal sind in zwei Portalrosetten das Monogramm von König Georg V. und das Welfenross dargestellt. Das Nordostportal ist mit zwei Portalrosetten ausgestattet, die die Inschriften „Begonnen 1852“ und „Vollendet 1855“ tragen. Beide Tunnelportale waren ursprünglich mit mächtigen Holztoren verschließbar, wovon nur die seitlichen Torangeln noch erhalten sind. Die Baukosten betrugen rund 100.269 Taler; wovon rund 10.800 Taler auf die Tunnelportale fielen.

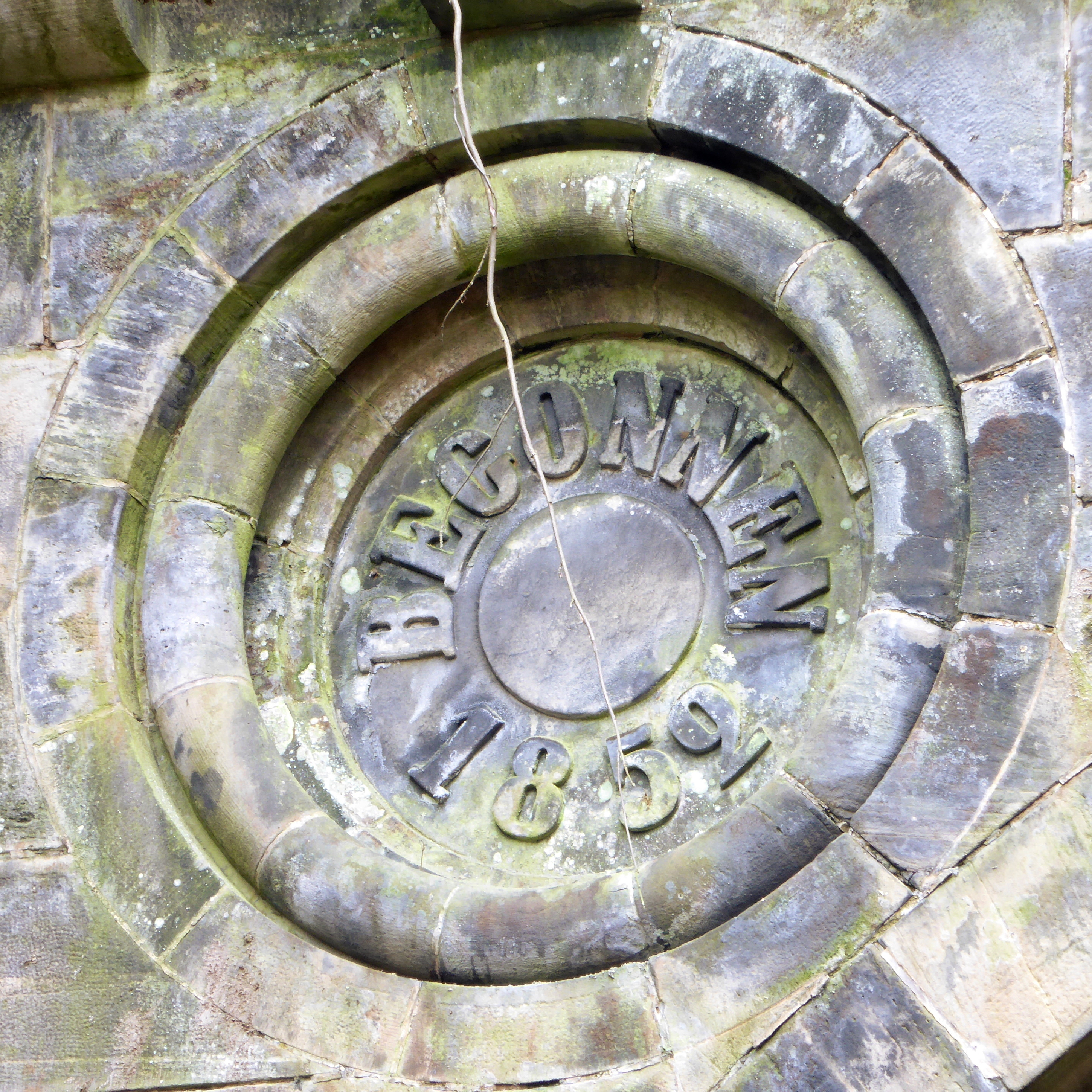
Nordostportal-Rosette 1: „Begonnen 1852“
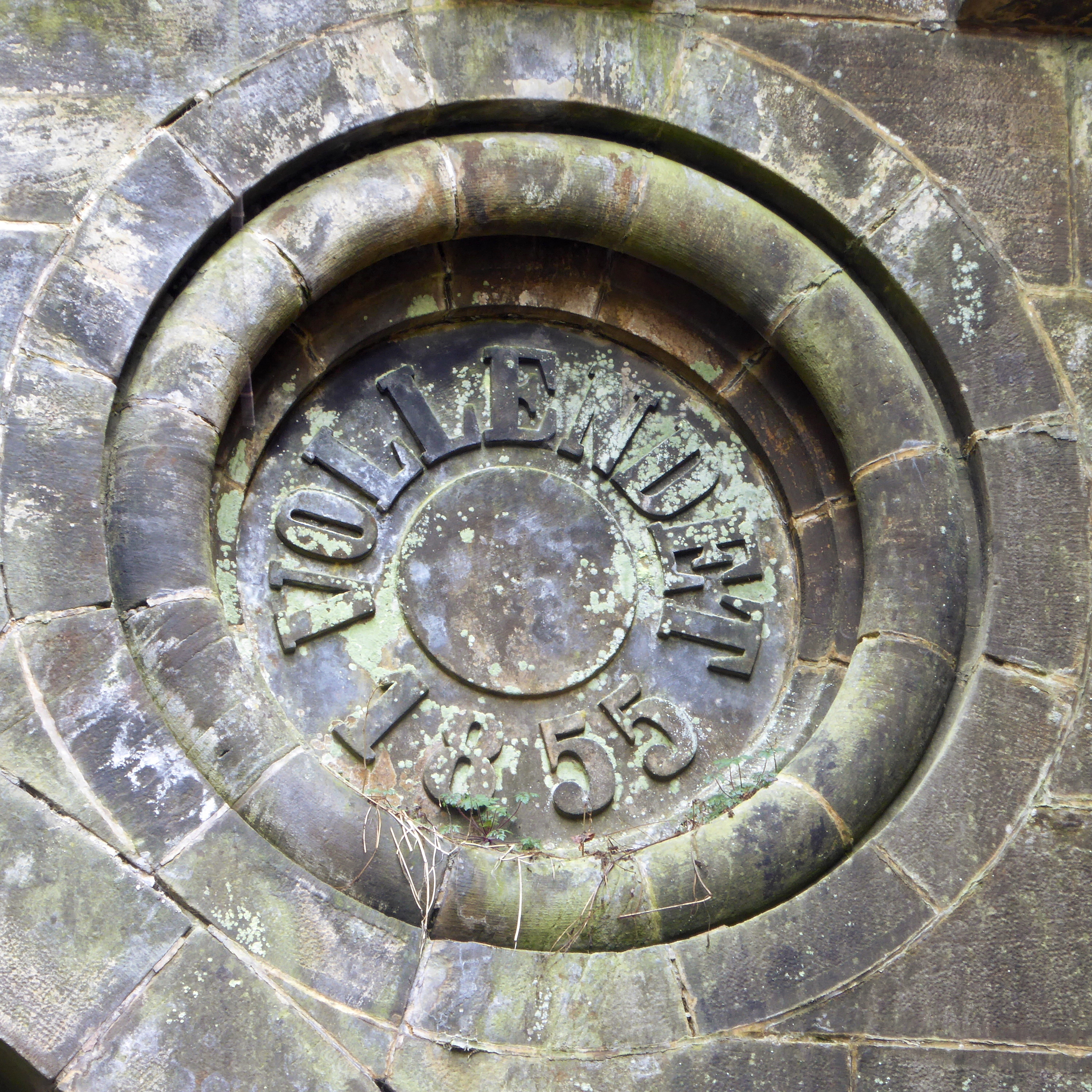
Nordostportal-Rosette 2: „Vollendet 1855“
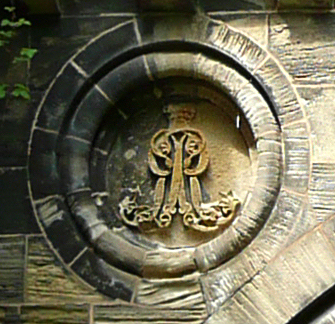
Südwestportal-Rosette 1: Monogramm von König Georg V.
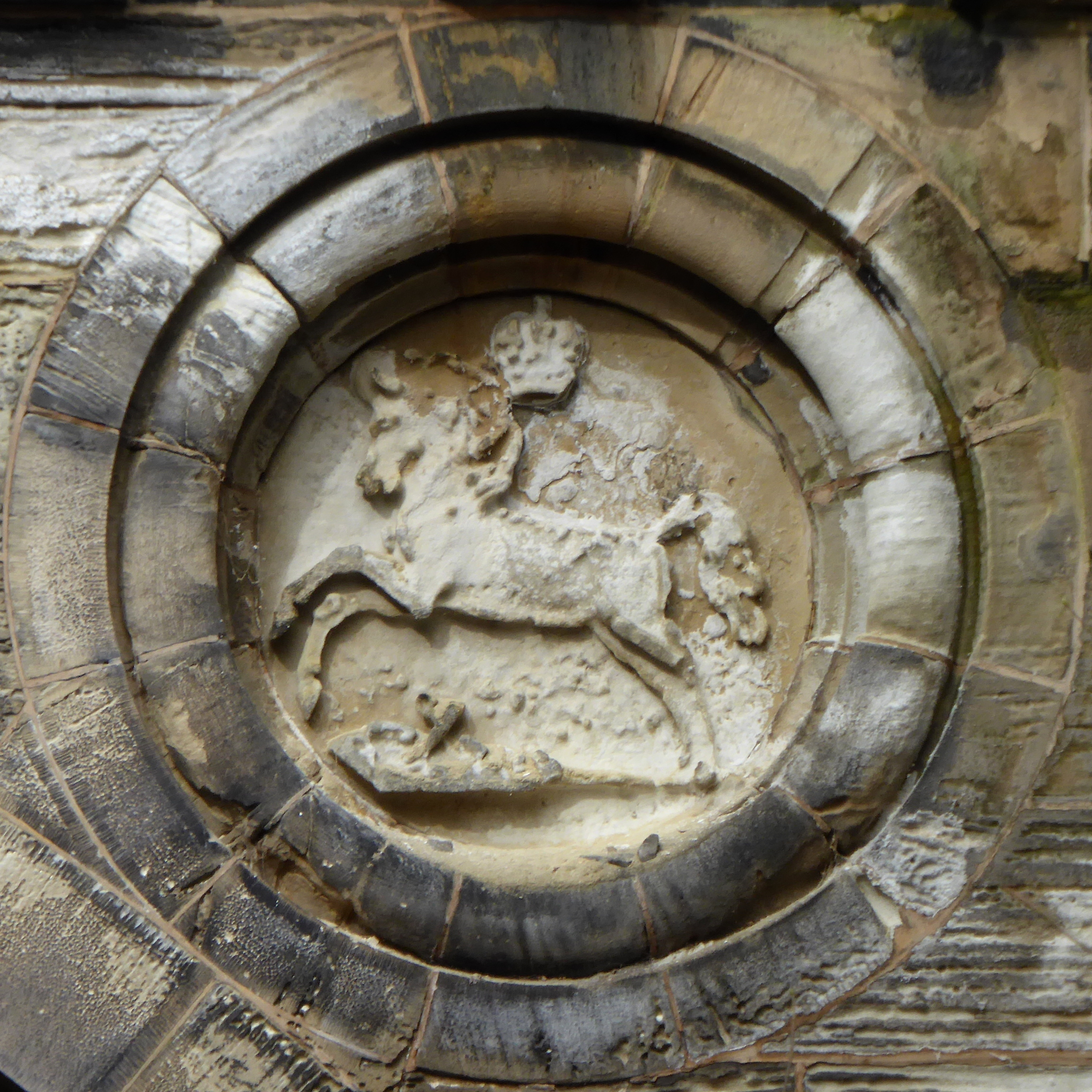
Südwestportal-Rosette 2: Welfenross

### 20. Jahrhundert

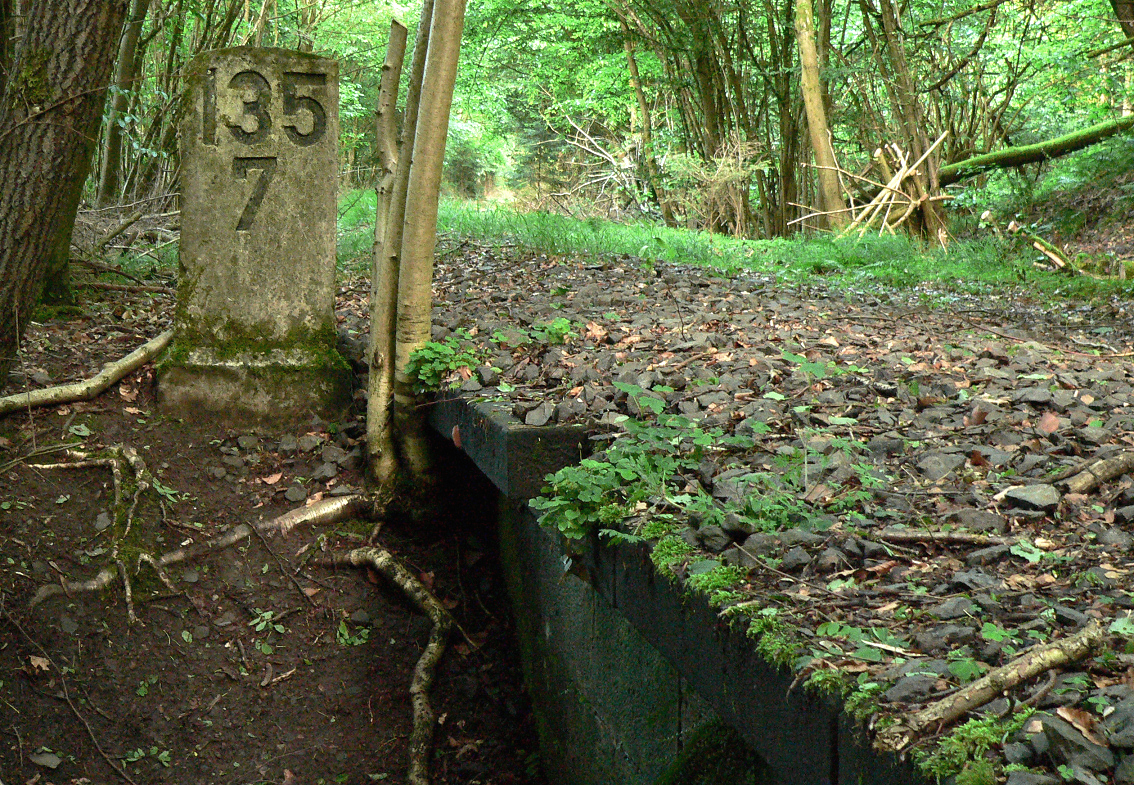
Streckenkilometer 135,7 kurz vor dem Nordostportal

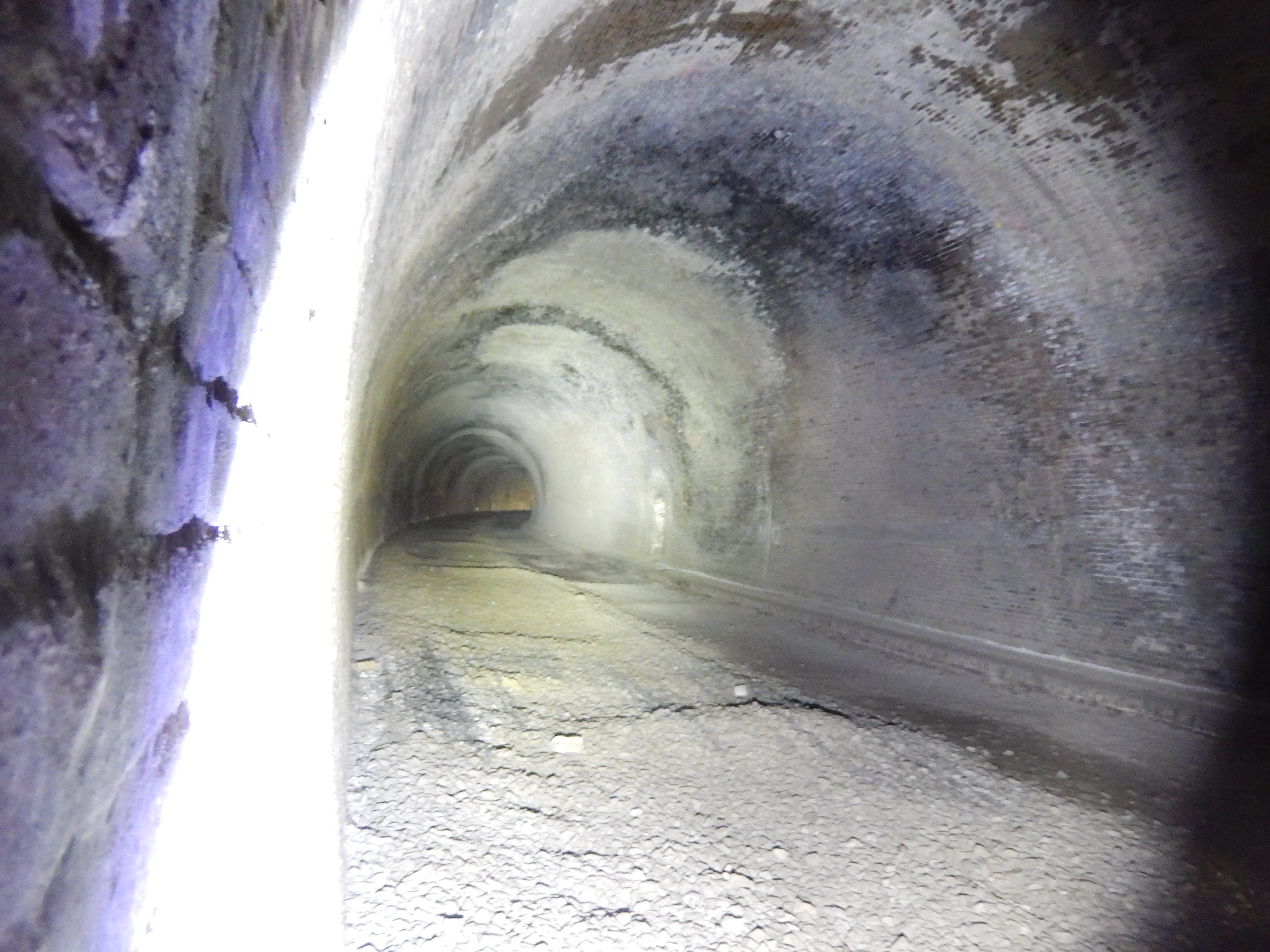
Tunnelröhre mit Schotterresten, 2016

Während des Zweiten Weltkriegs wurde 1943 das zweite Gleis der Bahnstrecke abgebaut – auch im Tunnel. Es wurde im Nachkriegsdeutschland nicht mehr ersetzt. Am 30. und 31. März 1945 fanden zwei Luftangriffe durch amerikanische Bomber auf Hannoversch Münden statt. Sie galten auch der südwestlich von Volkmarshausen liegenden Gneisenau-Kaserne der Wehrmacht bei Gimte, in der ein Teil des Oberkommandos des Heeres einquartiert war. Bei den Angriffen wurden auch Eisenbahnzüge nahe dem Volkmarshäuser Tunnel bombardiert.
Im Jahr 1955 entgleiste der Gliedertriebzug VT 10 „Komet“ am Nordosteingang des Tunnels mit etwa 65 km/h durch heruntergefallene Gesteinsbrocken.
Als 1964 die benachbarte Werratalstrecke elektrifiziert wurde, verlor die Bahnstrecke der Dransfelder Rampe stetig an Bedeutung. Der einst über die Strecke und durch den Tunnel führende, rege Fernreiseverkehr reduzierte sich auf Güter- und Nahverkehrszüge. 1974 passierte die letzte Dampflokomotive den Tunnel. Nachdem 1980 der Personenverkehr auf der Bahnstrecke eingestellt wurde, durchfuhren den Tunnel nur noch Güterzüge, zuletzt nur noch zwischen Oberscheden und Hann. Münden. 1995 wurde dieser Streckenabschnitt zwischen Hann. Münden und Oberscheden stillgelegt. Die letzte reguläre Fahrt durch den Tunnel erfolgte mit einem V-60-Zug im April 1995. Zuletzt durchfuhren ihn Lokomotivführerschüler am 10. September 1995 mit einem VT-98-Triebwagen. Im März 2000 wurden die Gleise im Tunnel demontiert.
Das Tunnelbauwerk ist frei begehbar. Vor dem Südwestportal lag beim Streckenkilometer 136,2 der erst 1947 eingerichtete Haltepunkt Volkmarshausen. Von Pflanzen überwucherte Reste davon sind vor Ort noch zu sehen. Noch heute ist der ehemalige Haltepunkt von der Ortschaft Volkmarshausen aus über einen Waldweg erreichbar.
Der Volkmarshäuser Tunnel mit beiden Tunnelportalen steht unter Denkmalschutz.

## Trivia
Von beiden Portalen des Volkmarshäuser Tunnels ist seit 2006 ein Bausatz in Miniaturausführung (Nenngröße H0, Maßstab 1:87) für Modelleisenbahnen im Handel erhältlich.